# Rudolf Virchow
Rudolf Ludwig Karl Virchow (audioⓘ, Schivelbein, Pomerania, Prusia, hoy Świdwin, Polonia, 13 de octubre de 1821 - Berlín, 5 de septiembre de 1902) fue un médico, patólogo, político, antropólogo y biólogo alemán. A menudo es considerado el "padre de la patología moderna" porque su trabajo ayudó a refutar la antigua creencia del humorismo. También es considerado uno de los fundadores de la medicina social y fue pionero del concepto moderno del proceso patológico al presentar su teoría celular, en la que explicaba los efectos de las enfermedades en los órganos y tejidos del cuerpo, enfatizando que las enfermedades surgen no en los órganos o tejidos en general, sino de forma primaria en células individuales.
Frecuentemente se le atribuye ser el creador del término omnis cellula e cellula (toda célula proviene de otra célula), pero, según la Enciclopedia Británica, fue acuñado por François Vincent Raspail en 1825.
En 1861 fue elegido miembro extranjero de la Real Academia de las Ciencias de Suecia y en 1892 le fue concedida la Medalla Copley de la Royal Society. Fue nominado al Premio Nobel de Medicina en tres ocasiones.
Es el descubridor de los espacios de Virchow-Robin.

## Vida
Virchow nació el 13 de octubre de 1821 en Schivelbein, Prussia (hoy Świdwin, Polonia), situado en una región rural y pobre. No tuvo hermanos. Su padre Carl Christian Siegfried Virchow fue un campesino y llevó el negocio de la familia. (No se sabe exactamente de qué tipo de negocio se trataba, quizás una carnicería.) Además trabajó como tesorero para la ciudad. No se sabe casi nada sobre la madre de Rudolf Virchow. Se llamaba Johanna Maria Hesse antes de casarse. De 1835 a 1839 fue al Gymnasium, donde siempre fue el primero de la clase. Según Elliot Weisenberg, Virchow fue un estudiante excelente y pudo hablar alemán, latín, griego, hebraico, inglés, árabe, francés, italiano y neerlandés con fluidez. Sin embargo, estas afirmaciones parecen exageradas, ya que en su libro de 2021 Rudolf Virchow: Médico - Antropólogo - Político, Constantin Goschler menciona solo algunos de estos idiomas, no todos hablados (más bien servían para leer libros y ensayos científicos hasta cierto nivel). Tampoco es factible que hablara hebreo, dado que por aquel entonces solo era lengua litúrgica, carente de términos modernos (aunque cada vez más usada en el marco del sionismo). Sí parece haber hablado yidis, al menos a cierto nivel.
Recibió una beca para estudiantes talentosos pobres. La beca preveía que los galardonados estudiaran Medicina y a continuación trabajaran como cirujanos en el ejército. Virchow se graduó en 1843. A continuación todavía no trabajó para el ejército (aunque luego organizaría hospitales militares), sino para la Charité, el hospital universitario de referencia en del Imperio alemán (y de la Europa de la época), ubicado en Berlín. En 1845 describió un caso de leucemia que fue uno de los dos primeros casos de esta enfermedad que se describieron. En la Charité, Virchow trabajó como prosector.

### Aportes a la Medicina
En 1848 Rudolf Virchow demostró la falsedad de la creencia de que la flebitis (inflamación de las venas) causa la mayoría de las enfermedades. Demostró que “masas” en los vasos sanguíneos son el resultado de una trombosis (término acuñado por él) y que porciones de trombos se pueden desintegrar para formar émbolos (igualmente es su término). Un émbolo libre en la circulación puede, finalmente, quedar atrapado en un vaso estrecho y conducir a una lesión seria en los tejidos vecinos.
Hacia 1800 el anatomista francés Xavier Bichat demostró que el cuerpo está compuesto por veintiún tipos de tejidos y consideró que en la enfermedad de un órgano solo algunos de los tejidos se ven afectados. 
Los eventos posteriores de la compleja historia de la teoría celular tuvieron lugar durante la juventud de Virchow; y en Würzburg él empezó a realizar que una de las formas de la teoría celular, la que postulaba que las células se originan a partir de células preexistentes y no de material amorfo (omnis cellula e cellula, «toda célula proviene de otra célula»), se podría usar para explicar procesos patológicos. Punto de partida también de la teoría del plasma germinal de August Weismann.
En lo anterior se vio influenciado por muchos otros trabajos; entre ellos por las observaciones de John Goodsir de Edinburgh y por las investigaciones de Robert Remak, un neuroanatomista y embriólogo alemán, quien en 1852 fue uno de los primeros en señalar que la multiplicación de células para formar tejidos está acompañada de división celular. En ese año Remak concluyó que también en los tejidos enfermos las nuevas células provienen de células ya existentes. 
Esta es la idea expuesta por Virchow en omnis cellula e cellula y por lo tanto no es una idea del todo original. Aunque se le debe a él la importancia en el contexto de la patología celular.
El principal testamento de la teoría de Virchow son una serie de veinte artículos hechos en 1858. Las lecturas fueron publicadas en 1858 en forma de libro con el nombre de Die Cellularpathologie in ihrer Begründung auf physiologische und pathologische Gewebelehre, en español con el título La patología celular: basada en el estudio fisiológico y patológico de los tejidos.
Virchow expuso nuevas e importantes teorías al proceso de inflamación, «aunque rechazó erróneamente la posibilidad de la migración de los leucocitos. [...] Mostró gran interés en la patología de los tumores; aunque la importancia de sus artículos sobre tumores malignos fue algo desprestigiada por su errónea concepción de que son malignos por una transformación (metaplasia) de tejido conectivo. [...] En 1874 introdujo una técnica estandarizada para practicar autopsias, en la cual todo el cuerpo era examinado en detalle, a menudo revelando lesiones no sospechadas». También descubrió la neuroglía en la vaina de las arterias cerebrales.
La actitud de Virchow hacia la nueva ciencia de la bacteriología era compleja. Era antagonista de la idea de que las bacterias provocaran enfermedades. Alegaba que el descubrimiento de algunos microorganismos en ciertas enfermedades no siempre significa que el organismo sea parte de la enfermedad. Sugirió, mucho tiempo antes de que las toxinas fueran descubiertas, que algunas bacterias podrían producir esas sustancias. Igualmente, Virchow fue antagonista a la teoría de Darwin por selección natural y llegó a expresar sus dudas sobre sus evidencias. Por mucho tiempo argumentó que no había suficientes evidencias científicas para justificar su aceptación total. En su opinión, el hombre de Neandertal, descubierto en 1856, no había sido un humano primitivo sino más bien un individuo deforme, por la forma de su cráneo, raquítico y artrítico, y por la forma de sus huesos.
Junto a  Charles Philippe Robin descubrió los espacios de Virchow-Robin en el cerebro, llamados así en honor a sus descubridores.

### Otras actividades
Además de su trabajo científico y político, Virchow también desarrolló un importante trabajo en el campo de la antropología. Editó varios libros sobre etnología,[cita requerida] además de realizar expediciones a Egipto, Troya y el Cáucaso.
En 1847 Virchow y un amigo suyo, Benno Reinhardt, fundaron una revista médica, el Archiv für pathologische Anatomie und Physiologie und für Klinische Medizin, y después de la muerte de Reinhardt en 1852, Virchow continuó editando la revista solo hasta que él también murió, cincuenta años más tarde. (A partir de 1902 la revista se llamará Virchows Archiv).
En 1848 Virchow investigó un brote de tifus por encargo del Gobierno de Prusia. En su informe sobre el brote llegó a la conclusión de que las condiciones sociales y el Gobierno fuesen los responsables del brote, lo que fastidió al Gobierno. El mismo año Virchow tomó parte en las revoluciones de 1848 y desde julio de 1848 a junio de 1849 publicó un periódico semanal llamado Die Medizinische Reform (La Reforma Médica).
En 1849 recibió la recién creada cátedra de Anatomía Patológica de la Universidad de Würzburg, puesto que tenía durante siete años. En 1850 se casa con Rose Mayer. La pareja tendrá seis hijos. En Würzburg Virchow se dedicó a la publicación de numerosos artículos y de un libro de seis tomos sobre patología y terapias, cuyo primer tomo escribió casi completamente solo. También en Würzburg, formuló sus teorías sobre patología celular y examinó calaveras para sus investigaciones antropológicas.
«En 1850 retomó la teoría celular de Schwann y del botánico Schleiden para aplicarla a la patología. Localizó el origen de las enfermedades en las células, de las cuales observó que respondían ante la presencia de condiciones anómalas. En 1858 publicó Die Cellularpathologie in ihrer Begründung auf physiologische und pathologische Gewebelehre, en la que continuó y amplió el trabajo comenzado por Bichat sobre las enfermedades de los tejidos, al aplicarles su teoría celular.»
En 1856 se creó para Virchow una cátedra de Anatomía Patológica en la Universidad de Berlín. Virchow aceptó el nombramiento sujeto a ciertas condiciones, una de las cuales fue la construcción de un nuevo instituto patológico, que usó durante el resto de su vida. Durante esta época Virchow también se comprometió en la política. Desde 1859 fue miembro del ayuntamiento de Berlín y allí se ocupó de la salud pública, «por ejemplo de la eliminación de aguas negras, el diseño de hospitales, la inspección de carne y la higiene en las escuelas».
Fue uno de los fundadores del Partido Progresista Alemán (Deutsche Fortschrittspartei) en 1861. Desde 1862 hasta 1867 fue miembro del Parlamento prusiano. Abogó por reducir los gastos militares y aumentar los gastos públicos para la asistencia social. Logró que Berlín recibiera redes centrales de canalización y de alcantarillado. Fue un adversario de Otto von Bismarck. Durante tiempos de guerra se ocupó de organizar hospitales militares y hospitales en trenes. De 1880 a 1884 fue miembro del Parlamento alemán, el Reichstag, para el Partido Progresista Alemán y desde 1884 a 1893 para el Partido Librepensador Alemán (Deutsch-Freisinnige Partei).
De 1886 a 1888 participa en la fundación de dos museos en Berlín, uno de los cuales fue el Museo Etnológico de Berlín. Muere el 5 de septiembre de 1902 en Berlín.

## Eponimia
- Espacio de Virchow-Robin
- El cráter lunar Virchow lleva este nombre en su memoria.[11]
- El asteroide (13084) Virchow también conmemora su nombre.[12]
- La Sociedad para la Antropología Médica (Society for Medical Anthropology) otorga el Premio Anual Rudolf Virchow (Rudolf Virchow Award).